# 魏洪义
魏洪义（1964年11月—），江西瑞昌人，汉族，中国国民党革命委员会党员。中华人民共和国政治人物、第十三届全国人民代表大会江西省代表。

## 生平
2018年，魏洪义被选为江西省出席第十三届全国人民代表大会代表。